# Liste des autoroutes de l'Italie

Panneau italien d'entrée sur une autoroute

Panneau sur autoroute italienne signalant les vitesses minimales

Carte des autoroutes type "A" en Italie

Le réseau autoroutier italien classé "A" était, au 30 décembre 2022 de 7 036,7 km.Il comporte deux catégories :
- les autoroutes gratuites gérées par l'ANAS, société des routes et autoroutes d'État,
- les autoroutes en concession gérées par des sociétés privées dont la principale est Autostrade per l'Italia avec 2 854,6 km.

Le trafic total en 2020 et en 2022(*) était de 83,5 milliards de véhicules-km dont 62,8 milliards véhicules-km d'automobiles et 20,7 milliards de camions.
(*) - L'année 2021 n'est pas significative en raison de la chute du trafic causée par la Pandémie de Covid-19.
Le réseau autoroutier italien de type "A" comptait, au 30 décembre 2022, 7 036,7 km dont : 
- 6 072,0 km d'autoroutes concédées à péage, essentiellement gérées par Autostrade per l'Italia,
- 939,3 km d'autoroutes gratuites gérées par l'établissement public ANAS,
- 25,4 km de grands tunnels "T"(*) internationaux, (parties italiennes) :
  - T1 (Tunnel du Mont Blanc : 5,8 km / 6 700 véhicules/jour),
  - T2 italien (Tunnel du Grand-Saint-Bernard : 12,5 km et 9,9 km de voie d'accès / 3 300 véhicules/jour),
  - T4 (Tunnel du Fréjus : 6,8 km / 6 900 véhicules/jour,
- 355 km pour les 13 raccordements d'autoroutes "RA",
- 67,4 km de nouvelles autoroutes "A" étaient en construction et 448,1 km en projet.

(*) - Lors de sa mise en service en juin 1971, un péage avait été instauré pour le tronçon d'autoroute de 4,25 km comprenant le tunnel Bargagli-Ferriere (2 031 mètres) baptisé "T3", dans la province de Gênes, en Ligurie. Mais, avec la mise en service de l'autoroute A12 Gênes-Sestri Levante, l'importance de ce tronçon devient moindre et est déclassé en route nationale SS.225. En 1998, par décret, le péage est supprimé et la gestion de l'ouvrage est transférée à l'établissement public des routes italiennes : l'ANAS.
Au 31 décembre 2022, le réseau autoroutier italien comportait:
- 5 000,4 km de chaussées à 2x2 voies,
- 1 905,5 km à 2x3 voies,
- 130,8 km à 2x4 voies et plus,
- 68,4 km étaient en cours d'élargissement pour passer de 2 à 3 voies et/ou de 3 à 4 voies.

Les ouvrages d'art d'une longueur supérieure à 100 mètres sur ces autoroutes sont : 705 tunnels mesurant 865,2 km et 1 626 ponts et viaducs pour un total de 1 034,7 km.
Au titre des mesures environnementales, le réseau autoroutier italien comporte :
- 8 680,5 km de voies revêtues en enrobé drainant phono-absorbant,
- 854,2 km de barrières acoustiques,
- 617 centrale photovoltaïques,
- 13,233 MWh d'énergie électrique produite,
- 5 748 tonnes/an de CO2 non rejeté dans l'atmosphère.

Les travaux d'amélioration constante des conditions de circulation (84,13 milliards de véhicules km) ont permis d'abaisser entre 2001 et 2022 :
- 56% le nombre d'accidents, de 11 322 à 5 668 et le nombre de blessés de 18 915 à 9 423,
- 57% le nombre de morts de 598 à 235,

Chaque année, depuis 1992, durant la première quinzaine du mois de décembre, le Ministère des infrastructures, des transports et de la mobilité italien publie les limitations de circulation des poids lourds d'un PTAC de 7,5 tonnes et plus sur l'ensemble du territoire italien sur l'année. Les poids lourds et les engins agricoles ont l'interdiction stricte de circuler sur toutes les routes et autoroutes les jours fériés et certains jours de l'année où le trafic est attendu particulièrement dense.
Sur le réseau autoroutier italien, on dénombre :
- 657 aires avec stations service pour les carburants pétroliers :
  - essence,
  - gasoil,
  - GPL,
  - méthane,
- 121 aires étaient équipées de bornes pour recharger des 200 000 véhicules électriques immatriculés en Italie au 30 juin 2023. L'Italie comptait 45 210 bornes de recharge dont 56% sont installées dans le nord du pays, 58% sont des super-bornes à recharge rapide d'une puissance supérieure à 150 kW. Selon l'organisme Motus-E qui centralise les données, plus de 4 000 nouvelles bornes Fast et Ultra Fast sont mises en service chaque trimestre (4 037 au 2e trimestre 2023)[3]

Le réseau d'autoroutes italien fait partie des réseaux autoroutiers européens.

## Caractéristiques
En Italie, pour qu'une autoroute soit classifiée "A", elle doit satisfaire à différentes conditions géométriques et constructives sur des bases très similaires (par exemple la largeur des voies de circulation doit être de 3,75 m) qui ne sont pas constantes : il existe des normes techniques et légales diverses pour l'autoroute urbaine ou interurbaine.
Actuellement le code de la route italien (« codice della strada ») définit l'« autostrada » ainsi :

« toute voirie routière interurbaine ou urbaine à chaussées indépendantes ou séparées par un terre-plein central avec séparateur infranchissable, comprenant au moins deux voies de circulation bitumées dans chaque sens avec une bande d'arrêt d'urgence, sans aucune intersection de même niveau ni accès, dotée de clôture et d'un système d'assistance pour les usagers réparti le long de tout le tracé, réservée à la circulation des catégories de véhicules à moteur et signalée par l'apposition d'un panneau de début et de fin. Elle doit être équipée d'aires de services et de stationnement, accessibles par des voies de décélération et des voies d'accélération. »

— Article 2 Codice della strada
Ces caractéristiques peuvent ne pas être respectées (par exemple dans l'application du corsia dinamica) en vertu du droit prévu par le Codice della strada italien qui stipule :

« Sur la base des particulières conditions locales, environnementales, paysagères, archéologiques ou économiques ne permettant pas le respect de toutes les caractéristiques constructives réglementaires mais garantissant toujours la sécurité de la circulation routière et éviter toute pollution. »

— Art. 13 alinéa 2 du Codice della strada

« Dans le cas où, [...], les conditions particulières, locales, environnementales, paysagères, archéologiques et économiques ne permettent pas le plein respect de la présente norme, peuvent être adoptées des solutions  diverses à condition qu'elles soient supportées de spécifiques analyses de sécurité et d'un avis préalable favorable du Consiglio superiore dei lavori pubblici per le autostrade, le strade extraurbane principali e le strade urbane di scorrimento, e del Provveditorato regionale alle opere pubbliche per le altre strade. »

— Art. 3 "Norme funzionali per la costruzione delle strade previsto dal Codice della strada"
Le cas échéant les standards sont appliqués dans toutes les autoroutes nouvellement construites. Par exemple les svincoli doivent être accessibles par rampe (voie d'accélération et voie de décélération (scostate) du flux principal de trafic, les chaussées séparées par un terre-plein central continu. Il peut y avoir des signaux destinés seulement aux urgences, alors que les téléphones d'urgences (colonnine SOS) doivent être positionnés à une certaine fréquence. Les débuts et fins d'autoroutes doivent être signalés par l'apposition des panneaux adéquats.

### Nomenclature
En Italie, les voies de circulation classées autoroutes disposent d'une numérotation unique, qu'elles soient gérées par des sociétés concessionnaires publiques ou privées. Elles sont toutes identifiées par la/les lettre(s) A, RA pour les 16 raccordements d'autoroutes et T pour les trois Trafori tunnels alpins internationaux, suivies d'un numéro.
Il y a deux types d'exceptions : 
- certaines autoroutes ont une double numérotation, par exemple les A4/A5, A7/A26 et A8/A26 qui sont des autoroutes de raccordement entre autoroutes (l'A4 traverse l'Italie du Nord de Turin à Trieste et l'A5 va de Turin au Tunnel du Mont Blanc ; l'A4/A5 relie les deux autoroutes entre Ivrea et Santhià (km), l'A7/A26 relie Alexandrie à Predosa (17 km), l'A8/A26 relie Gallarate à Gattico (24 km).
- N dir - courts tronçons d'autoroutes numérotés de la manière classique mais suivies du sigle "dir" qui signifie diramazione (rocade ou contournement), par exemple l'A18 dir). Ces autoroutes ainsi numérotées peuvent être gérées par diverses sociétés d’autoroutes concessionnaires (par exemple l'A23 est gérées par le traité d'Autovie Venete par le traité restant d'Autostrade per l'Italia).

Le signal alphanumérique indiquant le numéro de route est affiché (à l'exception du raccord 16) dans un octogone à fond vert et écriture blanche.
Les numéros des "Autostrade" (autoroute) et des Trafori (tunnels) sont attribués dans une circulaire par le Ministro dei Lavori Pubblici par la publication dans la Gazzetta Ufficiale della Repubblica (journal officiel).

## Gestion

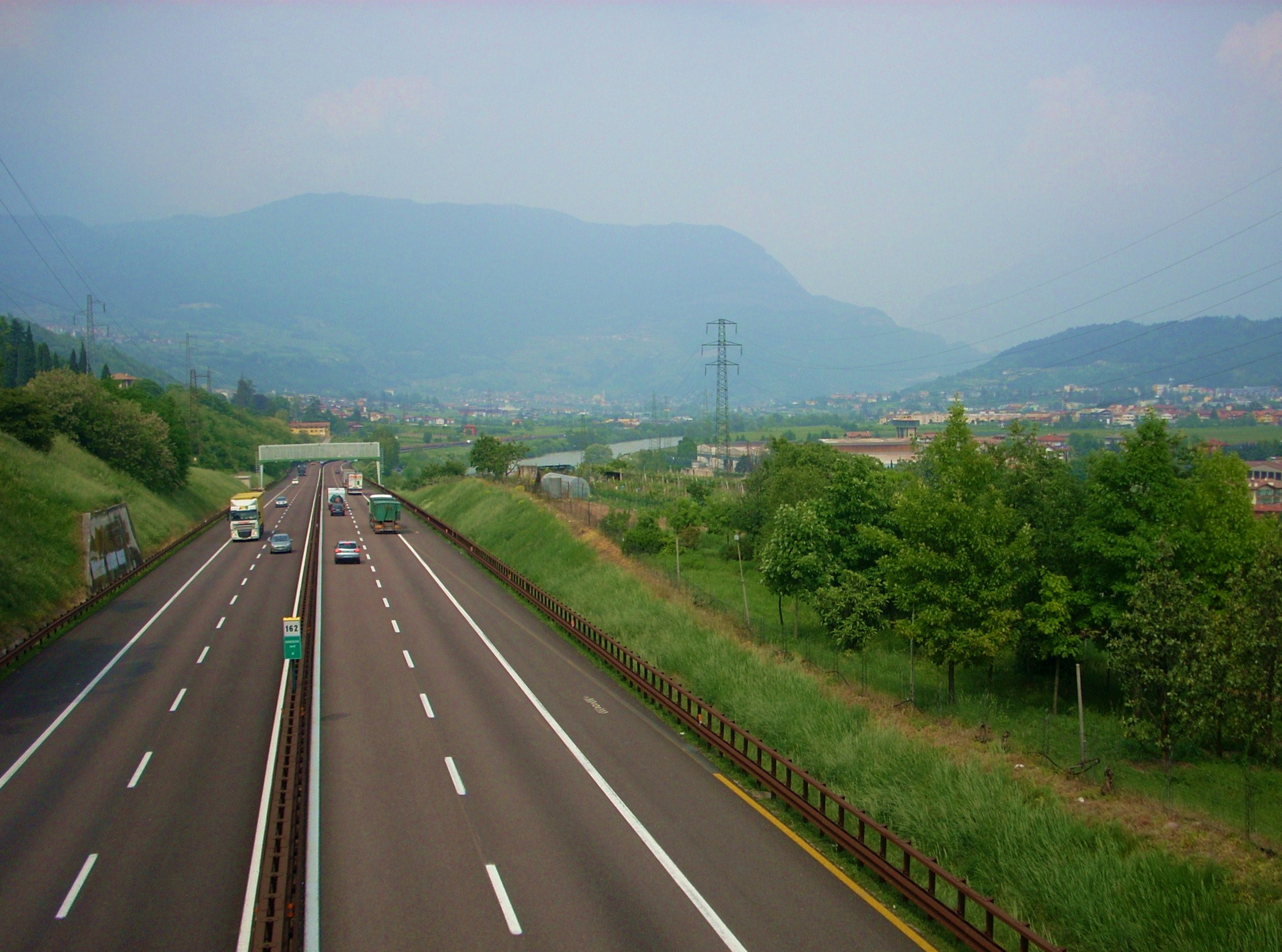
L'A22 à hauteur de Rovereto.

Les autoroutes italiennes sont gérées pour la plupart d'entre elles par des sociétés concessionnaires. Depuis le 1er octobre 2012 l'entité concédante est le Ministère des Infrastructures et des Transports et n'est plus l'ANAS Elles sont pour la plupart (5 773,4 km en 2009) sujettes au paiement d'un péage. Les autoroutes sont gérées avec l'ANAS ou par des sociétés ayant signé une convention avec l'ANAS.
L'ANAS contrôlait fin septembre 2012 l’opérateur des sociétés concessionnaires avec l'IVCA ('Ispettorato di Vigilanza sulle concessioni autostradali) dotée d'une structure d'organisation autonome. Depuis le 1er octobre 2012 les fonctions ont été transférées au Ministère des Infrastructures et des Transports.
La société qui gère le plus grand nombre de kilomètres d'autoroute est Autostrade per l'Italia. Les autres sociétés sont :
- Autocamionale della Cisa
- Autostrada Asti-Cuneo
- Autostrada Brescia-Verona-Vicenza-Padova
- Autostrade Centropadane
- Autostrada dei Fiori
- Autostrada del Brennero
- Autostrada Torino-Savona
- Autostrada Torino–Ivrea–Valle d'Aosta
- Autostrade del Molise
- Autostrade Meridionali
- Autovie Venete
- Concessioni Autostradali Venete
- Consorzio per le Autostrade Siciliane
- Milano Serravalle-Milano Tangenziali
- Raccordo Autostradale Valle d'Aosta
- Società Autostrada Ligure Toscana
- Società Autostrada Tirrenica
- Società Autostrada Torino-Alessandria-Piacenza
- Società Autostrade Valdostane
- Società Italiana per il Traforo Autostradale del Frejus
- Società Italiana per il Traforo del Monte Bianco
- Società Italiana Traforo del Gran San Bernardo
- Strada dei Parchi
- Tangenziale di Napoli

En 2009 le secteur entier a contribué au PIB à hauteur de 5 250 millions d'euros (dont 4 600 millions d'euros de péages). Environ 50 % de cette somme est destinée à l'investissement et à l'entretien.

## Péage

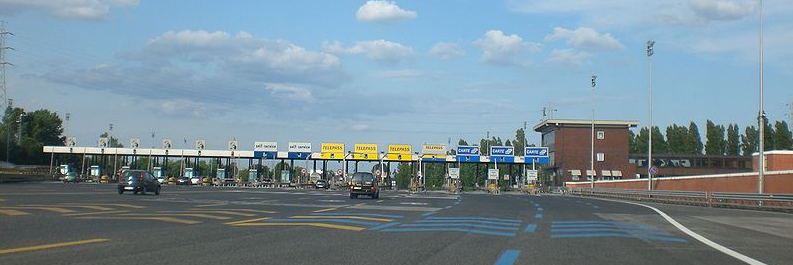
Un poste de péage italien.

En Italie, un péage est perçu sur des autoroutes gérées par des sociétés publiques et privées concessionnaires. Les autoroutes gérées par l'ANAS sont gratuites. Le péage autoroutier peut être géré de deux manières : à travers le système d'autoroute fermée ou à travers le système d'autoroute ouverte.
L'article 27 du décret Loi du 21 juin 2013, n. 69 - converti en Loi du 9 août 2013, n. 98 - a modifié la procédure pour l'approbation des ajustements annuels des tarifs des péages autoroutiers, en supprimant la disposition (prévue à l'alinéa 5 de l'art. 21 du D.L. 355/2003) qui disciplinait, dans le cadre de la procédure, le rapport entre la société concédante et le Ministère des Infrastructures et des Transports (MIT). Maintenant, la proposition relative à la modification tarifaire que le concessionnaire entend appliquer est formulée au concédant (MIT), avant le 15 octobre de l'année et que cette proposition soit approuvée ou rejetée entre le 15 décembre, avec décret motivé du MIT (de concert avec le Ministère de l'Économie et des Finances).

### Système autoroute fermée
Le Système autoroute fermée est appliqué sur la majeure partie des autoroutes italiennes : le conducteur, s'il n'est pas muni du système de paiement électronique Telepass, retire un billet à l'entrée de l'autoroute et paye le montant du péage dû à la sortie. S'il est muni du système Telepass les procédures d'entrée et de sortie de l'autoroute sont entièrement automatiques, le conducteur doit simplement circuler, lors de la traversée de la barrière de péage, à la vitesse maximale de 30 km/h sans s'arrêter.

Le signal routier à proximité de barrières de péage

En Italie, le péage est directement proportionnel à la distance parcourue, selon sa classe et au tarif de référence accordé au concessionnaire. Il ne peut y avoir, comme en France, de tarif variable sur un même tronçon à péage. Le montant du péage est obligatoirement proportionnel uniquement à la distance parcourue.
La classe du véhicule est composée d'une lettre et d'un numéro :
- A – véhicules à moteur à deux essieux dont la hauteur au droit du premier essieu est inférieure à 130 cm. Concerne les motocyclette et les automobiles,
- B – véhicules à moteur à deux essieux, dont la hauteur au droit du premier essieu est supérieure à 130 cm. Concerne certains types d'automobiles, les camping-cars, les petits autocars et les autobus,
- 3 – véhicules à moteur à trois essieux (autocars, éco combis avec trois essieux, véhicule articulé, véhicule avec remorque ou caravanes, etc.
- 4 – véhicules à moteur à quatre essieux
- 5 – véhicules à moteur à plus de cinq essieux.

Le tarif kilometrique est fixé de manière autonome par la société concessionnaire de l'autoroute sous réserve de validation par l'autorité compétente. Elle tient compte es caractéristiques du parcours. Les tracés en terrains plats coûtent moins cher que les tracés montagneux. Les tracés qui comportent des infrastructures complexes, comme des viaducs et des tunnels, ont un péage plus élevé.
En Italie, lorsqu'une autoroute comporte des tronçons gérés par des sociétés différentes, il ne peut y avoir de barrière de péage intermédiaire. Le péage est perçu à la sortie, à la fin du trajet de chaque automobiliste. Les sommes sont ensuite redistribuées aux diverses sociétés concessionnaires.

### Système autoroute ouverte
Le système autoroutier ouvert est peu déployé en Italie. Il n'est appliqué que sur l'Autostrada dei Laghi, sur les tangenziali de Milan (A50 Tangenziale Ouest de Milan, A51 tangenziale Est de Milan et A52 Tangenziale Nord de Milan), sur les A55 Tangenziali Nord & Sud de Turin, sur la A3 Naples-Pompeï-Salerne car sans péage ensuite (gestion Autostrade Meridionali S.p.A.), sur l'A12 Rome-Civitavecchia, sur l'A32 Contournbement d'Oulx, sur l'A33 Asti-Alba et sur le premier tronçon de l'A1 Autostrada del Sole pour la sortie de Melegnano.
À la différence du système fermé, dans le système ouvert, l'usager ne paye pas un péage sur la base de la distance parcourue mais une somme forfaitaire à chaque barrière dont le montant est fixé en fonction de la classe du véhicule. les montants sont faibles en raison des petites distances concernées. Ce système est souvent appliqué en France notamment sur les 224 km de l'autoroute de la Côte d'Azur A8 qui relie Aix-en-Provence à Menton et la frontière italienne.
L'usager qui ne parcourt qu'une faible distance de l'autoroute peut ne payer aucun péage quand les barrières ne sont pas présentes sur tout le parcours.
La Tangenziale de Naples, l'A1 diramazione Nord de Rome-Settebagni et Fiano Romano, l'A24 de Settecamini et Lunghezza, et le premier tronçon de l'A3 de Naples à Salerne, sont des autoroutes à péage, avec un tronçon qui peut être considéré comme dérivé du système ouvert. Le péage se paye à l'entre (A3) ou à la sortie (Tangenziale di Napoli).

## Vitesses

Signal de limite maximum de vitesse général.

Contrôle électronique de la vitesse, panneau qu'on peut voir fréquemment sur les autoroutes italiennes

La vitesse usuelle sur les autoroutes italiennes est fixée à 130 km/h, sauf indications contraires. Elle peut être abaissée à 120 ou 110 km/h sur de rares portions dangereuses, ou élevée à 150 km/h sur des tronçons à 2 x 3 voies minimum selon la configuration). En c, souvent 2 x 4 voies[Quoi ?]. Comme le fixe le code européen, en cas de précipitations atmosphériques, la vitesse est obligatoirement limitée à 110 km/h. En cas de brouillard, souvent l'hiver dans la plaine du Pô, seulement lorsque les panneaux lumineux l'indiquent in caso di nebbia, la vitesse maximale est de 50 km/h avec obligation d'allumer le/les feux de brouillard arrière. Les nouveaux conducteurs, en Italie, doivent respecter pendant trois années après l’obtention du permis une limitation à 100 km/h.
Certaines catégories de véhicules ont une limite spécifique:
- pour les véhicules qui transportent des biens dangereux explosifs, la vitesse est limitée à 50 km/h,
- pour les camions benne classés MO - Mezzo d'Opera chargés à 33 tonnes pour les 6x4 ou 40 tonnes pour les 8x4, la vitesse est limitée à 60 km/h,
- pour les quadricycles, les écos combis, les Véhicules articulés, les Autobus articulés, les véhicules tractant une caravane ou une remorque légère (par exemple pour le transport d'une embarcation) et les véhicules destinés au transport de choses ou d'autres usages avec une masse complète supérieure à 12 tonnes la vitesse est limitée à 80 km/h,
- pour les autobus et les trolleybus dont le PTAC est supérieur à 8 tonnes ainsi que les véhicules destinés au transport de choses ou d'autres usages avec un PTAC de 3,5 à 12 tonnes, la vitesse est limitée à 100 km/h.

La loi du code de la route italien prévoit que dans certains tronçons autoroutiers la limite de vitesse maximale peut être élevée jusqu'à 150 km/h, sur la base des critères suivants :
- que l'autoroute dispose de trois voies ou plus et d'une bande d'arrêt d'urgence libre (non encombrée par des travaux) dans chaque direction,
- caractéristique prise en compte dans le projet et effective dans le tracé,
- l'intensité du trafic compatible,
- les conditions atmosphériques adaptées,
- les données du nombre d'accidents des cinq dernières années,
- la présence du Tutor[19] (système de radar automatique instantané et sur des tronçons.

En 2023, le nouveau ministre des transports, Matteo Salvini s'est engagé à libérer de nouveaux tronçons pour passer à 150 km/h.
En 1973 il n'existait pas de limite générale de vitesse en Italie comme dans la plupart des pays européens. Entre 1973 et 1974 une limite de vitesse à 120 km/h a été instaurée avec limitation de la circulation le dimanche et les jours fériés sur les routes et autoroutes, pour faire face au premier choc pétrolier.
Le 23 juillet 1988 la limite de vitesse sur les autoroutes italiennes était différenciée sur la base de la cylindrée :
- 90 km/h pour les véhicules d'une cylindrée inférieure à 599 cm3,
- 110 km/h pour les véhicules d'une cylindrée comprise entre 600 cm3 et 900 cm3,
- 130 km/h pour les véhicules d'une cylindrée comprise entre 901 cm3 et 1 300 cm3,
- 140 km/h pour les véhicules d'une cylindrée supérieure à 1 300 cm3.

À partir du 24 juillet 1988, les limites de vitesse sur les autoroutes italiennes ont été abaissées, par le ministre Enrico Ferri, à 110 km/h pour les véhicules d'une cylindrée supérieure à 600 cm3 alors qu'elles sont restées fixées à 90 km/h pour les véhicules d'une cylindrée inférieure à 599 cm3. L'année suivante, le nouveau gouvernement a relevé la vitesse sur autoroute à 130 km/h pour les véhicules d'une cylindrée supérieure à 1 100 cm3 et à 110 km/h pour les véhicules d'une cylindrée inférieure à 1 100 cm3,.

## Le réseau

Carte des autoroutes (en vert) et des super-routes (en bleu) en Italie

### Données statistiques
Au 31 décembre 2013, 1 817,2 km du réseau autoroutier italien était à trois voies de circulation par chaussée, 77,5 km étaient à quatre voies de circulation par chaussée, et 136,6 km du réseau faisait l'objet de travaux d'élargissement, alors que 173,2 km étaient en construction.
En 2014 le réseau autoroutier s'étendait sur 6 757,8 km dont (5 820 km en concession). Les 16 bretelles de raccordement entre autoroutes (RA) représentent 376 km qui s'ajoutent aux 6 757,8 km du réseau principal. L'Italie compte une densité de 22,4 km d'autoroutes pour 1 000 km2 du territoire,,.

### Routes extra-urbaines et super-routes

Panneau de preavviso di inizio strada extraurbana principale - début d'une route extra-urbaine principale

Le réseau autoroutier est complété par des "strade extraurbane principali" (routes extra-urbaines principales) ou super-routes classées "B", routes à deux chaussées séparées avec au moins deux voies de circulation par direction ayant des caractéristiques autoroutières. Par rapport aux autoroutes "A", les routes de type "B" présentent quelques différences de type technique (par exemple la largeur inférieure de la bande d'arrêt d'urgence à droite mais pas la largeur des voies de circulation), la couleur de la signalétique (fond bleu au lieu de vert), la vitesse pour les voitures et les motos limitée à (110 km/h au lieu de 130 km/h), les rayons de courbure plus serrés, la moindre densité des colonnes SOS. Les restrictions de transit en revanche sont les mêmes comme la signalisation ; seule la couleur utilisée pour les accès et les sorties diffère, fond bleu au lieu de vert sur les autoroutes. (NDR : en France, ce type de voie est considéré comme une autoroute de type "A". Les autoroutes alpines A43 Lyon-Tunnel du Fréjus et A41 Chambéry-Genève ont ces mêmes caractéristiques. En Italie, aucune route extra-urbaine principale ou super-route n'est sujette à péage, à l'exception de la Pedemontana Veneta dont le projet respectait les critères d'une autoroute de classe "A" a été déclassée, lors de sa construction en raison de deux points particuliers ne pouvant respecter ces critères. Elle est exceptionnellement sujette à péage. Le terme « superstrada » est générique et comprend aussi d'autres types de routes à deux chaussées, correspondant ainsi à une forme de route express.

## Autoroutes interurbaines
Nota :
*  "dir." signifie "diramazione" = dérivation - "var." = variante ou contournement
* par superstition, le numéro 17 n'est jamais utilisé ; l'équivalent du 13 en France
| Numéro         | Nom                               | Itinéraire & connexions                                   | Gestionnaire | Péage / Gratuite | Longueur (km) |
| -------------- | --------------------------------- | --------------------------------------------------------- | --- | ---------------- | ------------- |
|                | Autostrada "del Sole" AutoSole    | Milan - Bologne Florence - Rome Naples                    | Autostrade per l'Italia | Péage            | 763           |
|                | Autostrada "del Mediterraneo"     | Caserta Salerne - Reggio Calabria                         | ANAS | Gratuite         | 432,6         |
|                | Autostrada A3                     | Naples - Salerne                                          | Salerno - Pompei - Napoli S.p.A. | Péage            | 52,0          |
|                | Autostrada "Serenissima"          | Turin Milan - Venise - Trieste (frontière slovène)        | SATAP (ASTM) Autostrade per l'Italia Autostrada Brescia Verona Vicenza Padova S.p.A. Concessioni Autostradali Venete Autovie Venete | Péage            | 524,0         |
|                | Autostrada "della Valle d'Aosta"  | Turin - Aoste (frontière suisse) (frontière française)    | ATIVA SpA (ASTM) SAV SpA (ASTM) Raccordo Autostradale Valle d'Aosta (Autostrade per l'Italia)                                       | Péage            | 143,4         |
|                | Autostrada "La Verdemare"         | Turin - Savone                                            | Autostrada dei Fiori (ASTM) | Péage            | 124,3         |
|                | Autostrada "dei Giovi" Serravalle | Milan - Gênes Route surélevée Aldo Moro                   | Milano Serravalle-Milano Tangenziali Autostrade per l'Italia                                                                        | Péage            | 133,6 + 1,9   |
|                | Autostrada "dei Laghi"            | Milan - Varese                                            | Autostrade per l'Italia | Péage            | 43,6          |
|                | Autostrada "dei Laghi"            | Lainate - Chiasso (frontière suisse)                      | Autostrade per l'Italia | Péage            | 31,5          |
|                | Autostrada "dei Fiori"            | Gênes - Vintimille (frontière française)                  | Autostrada dei Fiori (ASTM) Autostrade per l'Italia                                                                                 | Péage            | 158,1         |
|                | Autostrada "Firenze-Mare"         | Florence - Pise                                           | Autostrade per l'Italia | Péage            | 81,7          |
|                | Autostrada "Azzurra" Tirrenica    | Gênes - Cecina                                            | Autostrade per l'Italia SALT SpA (ASTM) Società Autostrada Tirrenica (Autostrade per l'Italia)                                      | Péage            | 210,0         |
| Tarquinia Rome | Autostrada "Azzurra" Tirrenica    | 79,6                                                      | Autostrade per l'Italia SALT SpA (ASTM) Società Autostrada Tirrenica (Autostrade per l'Italia)                                      | Péage            |               |
|                | Autostrada "Euganea"              | Bologne - Padoue                                          | Autostrade per l'Italia | Péage            | 116,7         |
|                | Autostrada "Adriatica"            | Bologne - Taranto                                         | Autostrade per l'Italia | Péage            | 743,4         |
|                | Autostrada "della Cisa"           | Parme - La Spezia                                         | Società Autostrada Ligure Toscana (ASTM)                                                                                            | Péage            | 108,5         |
|                | Autostrada "dei Due Mari"         | Naples Avellino - Canosa di Puglia                        | Autostrade per l'Italia | Péage            | 172,5         |
|                | Autostrada "Messina-Catania"      | Messine - Catane                                          | Consorzio per le Autostrade Siciliane                                                                                               | Péage            | 76,8          |
| Siracusa-Gela  | Siracusa - Ispica/Pozzallo        | 49,5                                                      | Consorzio per le Autostrade Siciliane                                                                                               | Péage            |               |
|                | Autostrada A19                    | Palerme - Catane                                          | ANAS | Gratuite         | 191,6         |
|                | Autostrada A20                    | Messine - Catane                                          | Consorzio per le Autostrade Siciliane                                                                                               | Péage            | 183,0         |
|                | Autostrada "dei Vini"             | Turin - Brescia                                           | Autovia Padana (ASTM) SATAP (ASTM)                                                                                                  | Péage            | 238,3         |
|                | Autostrada "del Brennero"         | Modène Trente Bolzano Brenner (frontière autrichienne)    | Autostrada del Brennero SpA | Péage            | 315,0         |
|                | Autostrada "Alpe-Adria"           | Palmanova - Tarvisio (frontière autrichienne)             | Autostrade per l'Italia Autovie Venete                                                                                              | Péage            | 119,9         |
|                | Autostrada "dei Parchi"           | Tang. Est Rome Rome Tivoli Tunnel du Gran Sasso - Teramo  | ANAS | Gratuite         | 159,2 + 7,3   |
|                | Autostrada "dei Parchi"           | Torano - Pescara                                          | ANAS | Péage            | 115,0         |
|                | Autostrada "dei Trafori"          | Gênes/Voltri - Gravellona Toce                            | Autostrade per l'Italia | Péage            | 197,1         |
|                | Autostrada "d'Alemagna"           | Venise - Belluno                                          | Autostrade per l'Italia | Péage            | 82,5          |
|                | Autostrada A28                    | Portogruaro - Conegliano                                  | Autovie Venete | Péage            | 48,8          |
|                | Autostrada A29                    | Palerme - Mazara del Vallo                                | ANAS | Gratuite         | 114,8         |
|                | Autostrada A30                    | Caserta - Salerne                                         | Autostrade per l'Italia | Péage            | 55,3          |
|                | Autostrada "della Val d'Astico"   | Badia Polesine/Rovigo - Piovene Rocchette                 | Autostrada Brescia Verona Vicenza Padova SpA                                                                                        | Péage            | 88,7          |
|                | Autostrada "del Frejus"           | Turin - Bardonèche Tunnel du Fréjus (frontière française) | Società Italiana per il Traforo Autostradale del Frejus (ASTM & ANAS)                                                               | Péage            | 73,0          |
|                | Autostrada A33                    | Asti - Alba - Cherasco - Cuneo                            | Autostrada Asti-Cuneo (ASTM) | Péage            | 52,0          |
|                | Autostrada A34                    | Villesse - Gorizia (frontière slovène)                    | Autovie Venete | Péage            | 17,0          |
|                | Autostrada "BreBeMi"              | Brescia - Milan                                           | Brebemi S.p.A. | Péage            | 62,1          |
|                | Autostrada "Pedemontana Lombarda" | Cassano Magnago Lentate sul Seveso                        | Autostrada Pedemontana Lombarda SpA                                                                                                 | Péage            | 21,8          |
|                | Autostrada Catania-Siracusa       | Catane - Syracuse                                         | ANAS | Gratuite         | 25,2          |

### "Tangenziali" et autoroutes à caractère suburbain
Lorsqu'elles disposent des caractéristiques autoroutières, les  "Tangenziali" (périphériques urbains) et autoroutes suburbaines sont assimilées à des autoroutes de classe "A" et repérées avec un numéro dans la série "50" à l'exception de l'"Autostrada Sistiana-Rabuiese" à Trieste que l'ANAS identifie simplement "A" sans numéro.
| Numéro | Nom                                   | Tracé                                         | Longueur (km) | Péage/ Gratuite                | Gestionnaire                                                  |
| ------ | ------------------------------------- | --------------------------------------------- | ------------- | ------------------------------ | ------------------------------------------------------------- |
|        | Tangenziale Ovest di Milano           | Rho - San Giuliano Milanese                   | 33,0          | Gratuite                       | Milano Serravalle-Milano Tangenziali                          |
|        | Tangenziale Est di Milano             | San Donato Milanese - Usmate Velate           | 29,4          | Gratuite                       | Milano Serravalle- Milano Tangenziali                         |
|        | Tangenziale Nord di Milano            | Rho Monza Sesto San Giovanni -                | 26,4          | Gratuite                       | Milano Serravalle- Milano Tangenziali Autostrade per l'Italia |
| (ex)   | Raccordo autostradale di Pavia        | Bereguardo - Pavie                            | 9,1           | Gratuite                       | Milano Serravalle- Milano Tangenziali                         |
|        | Tangenziale Ovest di Pavia            | Pavie Nord - San Martino Siccomario           | 8,4           | Gratuite                       | Milano Serravalle- Milano Tangenziali                         |
|        | Tangenziale Nord de Turin             | Rivoli (Caselle) Falchera Padana Superiore    | 23,4          | Péage                          | ATIVA (ASTM)                                                  |
|        | Tangenziale Sud de Turin              | Rivoli Dir. Pinerolo Orbassano Trofarello     | 32,1          | Péage                          | ATIVA (ASTM)                                                  |
|        | Tangenziale de Turin dir Pinerolo     | Mirafiori Sud Orbassano - Pinerolo            | 23,5          | Péage symbolique 1,70 € (2023) | ATIVA (ASTM)                                                  |
|        | Tangenziale de Naples                 | Naples - Pozzuoli                             | 20,2          | péage symbolique 1 € (2023)    | Tangenziale di Napoli S.p.A (Autostrade per l'Italia)         |
|        | Tangenziale di Mestre                 | Dolo - Quarto d'Altino                        | 26,7          | Péage                          | Concessioni Autostradali Venete Autovie Venete                |
|        | Tangenziale Extérieure Est de Milan   | Agrate Brianza - Cerro al Lambro              | 32,0          | Péage                          | Società Tangenziali Esterne di Milano                         |
|        | Tangenziale de Côme                   | Villa Guardia - Albese con Cassano            | 9,0           | Péage free-flow                | Autostrada Pedemontana Lombarda                               |
|        | Tangenziale de Varese                 | Gazzada - Vedano Olona Périphérique de Varese | 4,5           | Péage Free-flow                | Autostrada Pedemontana Lombarda                               |
|        | GRA - Grande Raccordo Anulare de Rome | Rome Grande ceinture                          | 68,2          | Gratuite                       | ANAS                                                          |
|        | Autoroute Rome-Fiumicino              | Rome - Aéroport de Rome-Fiumicino             | 18,5          | Gratuite                       | ANAS                                                          |
|        | Autoroute Sistiana - Rabuiese         | tronçons Trieste Rabuiese (frontière slovène) | 16,2          | Gratuite                       | ANAS                                                          |

### Dérivations, bretelles, variantes et raccordements
En Italie, certains petits tronçons d'autoroutes sont définis et classés comme des dérivations (dir), bretelles, variantes (var) ou raccordements (racc).
Ces voiries sont identifiées par un "A" suivi d'un numéro, souvent le même que celui de l'autoroute à partir de son origine, avec le suffixe dir, racc ou var ou, en cas de raccordement entre deux autoroutes, une combinaison des numéros des autoroutes concernées.
| Numéro | Nom                                           | Tracé/ connexions | Longueur (km) | Gestionnaire                         |
| ------ | --------------------------------------------- | --- | ------------- | ------------------------------------ |
|        | Raccordo A1-A51                               | Milan - Tangenziale Est de Milan | 1,7           | Autostrade per l'Italia              |
|        | Raccordo Milano-Piazzale Corvetto             | - Milano Piazzale Corvetto | 2,4           | Autostrade per l'Italia              |
|        | Raccordo Sasso Marconi - SS 64                | - | 2,7           | Autostrade per l'Italia              |
|        | Variante di Valico                            | Sasso Marconi - Barberino | 32,0          | Autostrade per l'Italia              |
|        | Diramazione Roma Nord                         | - | 23,0          | Autostrade per l'Italia              |
|        | Diramazione Roma Sud                          | - | 20,0          | Autostrade per l'Italia              |
|        | Diramazione Capodichino                       | - Aéroport de Naples-Capodichino -                                                                                                  | 3,0           | Autostrade per l'Italia              |
|        | Diramazione Napoli                            | - | 2,3           | ANAS                                 |
|        | Diramazione Reggio Calabria                   | - RA4 | 9,0           | ANAS                                 |
|        | Raccordo Chivasso                             | - Verolengo | 5,0           | SATAP (ASTM)                         |
|        | Raccordo Ivrea-Santhià                        | - | 23,6          | ATIVA (ASTM)                         |
|        | Bretella di Latisana                          | - | 1,5           | Autovie Venete                       |
|        | Raccordo Aosta-Gran San Bernardo              | - | 7,9           | Società Autostrade Valdostane (ASTM) |
|        | Diramazione per Fossano                       | - Fossano | 6,6           | Autostrada dei Fiori (ASTM)          |
|        | Diramazione Gallarate-Gattico                 | - | 23,2          | Autostrade per l'Italia              |
|        | Diramazione Lucca-Viareggio                   | - | 20,0          | SALT SpA (ASTM)                      |
|        | Raccordo autostradale di Pisa                 | - Pise | 2,8           | SALT SpA (ASTM)                      |
|        | Diramazione per Livorno                       | - Livourne | 4,5           | SALT SpA (ASTM)                      |
|        | Diramazione per Padova sud                    | - Padoue | 4,3           | Autostrade per l'Italia              |
|        | Diramazione per Ferrara                       | - Ferrare - | 6,3           | Autostrade per l'Italia              |
|        | Branche Casalecchio                           | - | 5,5           | Autostrade per l'Italia              |
|        | Diramazione per Ravenna                       | - Ravenne | 29,8          | Autostrade per l'Italia              |
|        | Raccordo per tangenziale di Bari              | - Rocade de Bari | 4,6           | Autostrade per l'Italia              |
|        | Diramazione La Spezia-Santo Stefano di Magra  | Santo Stefano di Magra - La Spezia                                                                                                  | 1,0           | SALT SpA (ASTM)                      |
|        | Raccordo La Spezia-Lerici                     | La Spezia - Lerici | 3,7           | SALT SpA (ASTM)                      |
|        | Diramazione per Catania                       | - Catane | 3,7           | ANAS                                 |
|        | Diramazione per via Giafar Palermo            | - Viale della Regione Siciliana / Rocade de Palerme                                                                                 | 5,2           | ANAS                                 |
|        | Diramazione per Fiorenzuola                   | - | 12,3          | Autovia Padana (ASTM)                |
|        | Raccordo autostradale Ospitaletto-Montichiari | Gussago - Ospitaletto - Travagliato - Torbole Casaglia - Aéroport de Brescia-Montichiari Tangenziale Sud Brescia - Padana Superiore | 17,3          | Autovia Padana (ASTM)                |
|        | Raccordo Udine Sud                            | - Rocade Sud d'Udine | 2,7           | Friuli-Venezia Giulia Strade S.p.A.  |
|        | Diramazione Stroppiana-Santhià                | - | 29,7          | Autostrade per l'Italia              |
|        | Diramazione Predosa-Bettole                   | - | 17,0          | Autostrade per l'Italia              |
|        | Diramazione Alcamo-Trapani                    | - Trapani | 36,9          | ANAS                                 |
|        | Diramazione per Birgi                         | - Aéroport de Trapani-Birgi | 13,1          | ANAS                                 |
|        | Bretella aeroporto "Falcone e Borsellino"     | - Aéroport de Palerme Punta Raisi                                                                                                   | 4,0           | ANAS                                 |
|        | Raccordo per via Belgio                       | - Viale della Regione Siciliana - Périphérique de Palerme                                                                           | 5,6           | ANAS                                 |
|        | Circonvallazione di Oulx                      | - Oulx | 2,3           | ANAS                                 |
|        | Raccordo della Falchera                       | - "Padana Superiore" | 3,2           | ATIVA (ASTM)                         |
|        | Diramazione per Pinerolo                      | - Pinerolo | 23,5          | ATIVA (ASTM)                         |
|        | Diramazione per Moncalieri                    | - Moncalieri/Turin | 6,2           | ATIVA (ASTM)                         |
|        | Raccordo Marco Polo                           | - Aéroport de Venise-Marco-Polo | 6,73          | Autovie Venete                       |
|        | Autostrada di accesso Gran San Bernardo       | Tunnel du Grand-Saint-Bernard (frontière suisse) Bourg-Saint-Pierre                                                                 | 9,3           | ASTM                                 |

## Tunnels
- T1 Tunnel du Mont-Blanc
- T2 Tunnel du Grand-Saint-Bernard
- T3 Tunnel Bargagli-Ferriere était le numéro du tunnel autoroutier Bargagli-Ferriere dans la province de Gênes. Aujourd'hui SP225 (strada provinciale, route provinciale - départementale)
- T4 Tunnel du Fréjus
- Tunnel de base de la Variante di Valico
- Tunnel du Gran Sasso
- Tunnel Serra Rotonda
- Tunnel de Timpa delle Vigne

### Tunnels indépendants à péage
Les tunnels routiers à péage qui ne sont pas intégrés dans une autoroute sont repérés par la lettre "T" et d'un numéro. Les tunnels autoroutiers sont intégrés dans l'autoroute correspondante. Depuis 1989, il n'y a plus que 3 tunnels indépendants à péage, les tunnels internationaux ci-dessous :
| Numéro | Nom                           | Itinéraire                                                  | Longueur (mètres) | Mise en service | Gestionnaire                                                               |
| ------ | ----------------------------- | ----------------------------------------------------------- | ----------------- | --------------- | -------------------------------------------------------------------------- |
|        | Tunnel du Mont-Blanc          | Courmayeur - Chamonix-Mont-Blanc N 205                      | [11 611           | 19 juillet 1965 | Società Italiana per il Traforo del Monte Bianco (Autostrade per l'Italia) |
|        | Tunnel du Grand-Saint-Bernard | Saint-Rhémy-en-Bosses (frontière suisse) Bourg-Saint-Pierre | 5 798             | 19 mars 1964    | Società Italiana Traforo del Gran San Bernardo (ASTM)                      |
|        | Tunnel du Fréjus              | Bardonnèche - (frontière française) Modane                  | 12 895            | 12 juillet 1980 | Società Italiana per il Traforo Autostradale del Frejus (ASTM ANAS)        |

Le tunnel "T3", de 4 250 mètres permettait de relier directement les communes de Bargagli et de Ferriere, dans la province de Gênes. Le tunnel et ses voies d'accès ont été classées autoroute et étaient à péage lors de leur mise en service mais le décret du 22 juillet 1989, décida du transfert de l'ouvrage à l'ANAS, ce qui eu pour conséquence de déclasser le tronçon d'autoroute en statale 225 della Val Fontanabuona. Le tronçon a conservé toutes ses caractéristiques autoroutières.

## Raccordements autoroutiers
Il y a 14 raccordements autoroutiers identifiés "RA" suivi d'un numéro progressif classés autoroute. En plus de ces 14 raccordements, après des travaux modificatifs et d'extension, les RA 7 et RA 17 ont été renommés autoroutes A53 et A34. Le RA 16 a été déclassé en "Strada Statale Extraurbana Principale", voie rapide 2 fois 2 voies.
Tous les raccordements autoroutiers sont gérés par l'ANAS à l'exception du RA1 et de son Ramo Verde gérés par Autostrade per l'Italia.
| Numéro / Nom                        | Numéro / Nom                        | Dénomination / Tracé               | Longueur (km)           | Gestionnaire            |
| ----------------------------------- | ----------------------------------- | ---------------------------------- | ----------------------- | ----------------------- |
|                                     | Raccordo autostradale 1             | Tangenziale di Bologna             | 22                      | Autostrade per l'Italia |
| Tangenziale di Bologna / Ramo Verde | Raccordo autostradale 1             | 3,3                                | Autostrade per l'Italia |                         |
|                                     | Raccordo autostradale 2             | Raccordo di Avellino               | 22                      | ANAS                    |
|                                     | Raccordo autostradale 3 "Autopalio" | Florence - Sienne                  | 56                      | ANAS                    |
|                                     | Raccordo autostradale 4             | Tangenziale di Reggio Calabria     | 5,5                     | ANAS                    |
|                                     | Raccordo autostradale 5             | Sicignano degli Alburni - Potenza  | 51,5                    | ANAS                    |
|                                     | Raccordo autostradale 6             | Bettolle - Perugia                 | 58,5                    | ANAS                    |
|                                     | Autoroute A53                       | Bereguardo - Pavie                 | 9,1                     | ANAS                    |
|                                     | Raccordo autostradale 8             | Ferrara - Porto Garibaldi          | 49                      | ANAS                    |
|                                     | Raccordo autostradale 9             | Raccordo di Benevento              | 12,7                    | ANAS                    |
|                                     | Raccordo autostradale 10            | Turin - Aéroport de Turin-Caselle  | 10,6                    | ANAS                    |
|                                     | Raccordo autostradale 11            | Ascoli - Mare                      | 26,3                    | ANAS                    |
|                                     | Raccordo autostradale 12            | Asse attrezzato (Chieti - Pescara) | 14,8                    | ANAS                    |
|                                     | Raccordo autostradale 13            | Sistiana - Cattinara               | 21                      | ANAS                    |
|                                     | Raccordo autostradale 14            | Opicina - Fernetti                 | 1,5                     | ANAS                    |
|                                     | Raccordo autostradale 15            | Tangenziale di Catania             | 24                      | ANAS                    |

## Routes régionales à péage
Il existe une seule route à péage dont la concession a été attribuée à la Région Vénétie classée avec le  sigle SPV. Elle dispose des mêmes caractéristiques qu'une autoroute de classe "A" à l'exception d'une partie en catégorie "B" (route extra-urbaine principale). Elle est baptisée Superstrada Pedemontana Veneta.
| Numéro | Nom                            | Tracé!Gestionnaire | Longueur (km)                                | Mise en service | Gestionnaire   |
| ------ | ------------------------------ | ------------------ | -------------------------------------------- | --------------- | -------------- |
|        | Superstrada Pedemontana Veneta | Malo - Spresiano   | 94,75 dont 12 en construction tunnel de Malo | 2024            | Région Vénétie |

## Autoroutes en construction
| Numéro | Nom                                                                       | Tronçon                         | Région                             | Type d'intervention                                                                                              | Longueur (km)              | Mise en service attendue                                   | Constructeur Gestionnaire                 |
| ------ | ------------------------------------------------------------------------- | ------------------------------- | ---------------------------------- | --- | -------------------------- | ---------------------------------------------------------- | ----------------------------------------- |
|        | Autoroute A18 Siracuse-Gela                                               | Ispica/Pozzallo - Modica        | Sicile                             | Achèvement tronçon Pozzallo-Modica 11,4 km avec le tunnel Mandriavecchia de 918 m - Tronçon Modica-Gela en étude | 144,5 dont 49,5 en service | 2023                                                       | Consorzio per le Autostrade Siciliane     |
|        | Raccordemnt autoroutier Ospitaletto - Montichiari                         | Ospitaletto - Azzano Mella      | Lombardie                          | Achèvement de la transformation de la en                                                                         | 28,63 dont 17 en service   | fin 2023                                                   | Autovia Padane (ASTM)                     |
|        | Autoroute A33                                                             | Verduno - Cherasco              | Piémont                            | Achèvement du dernier tronçon de 6 km du raccordement d'Asti sur l'                                              | 90,14 dont 84,1 en service | 2024                                                       | Autostrada Asti-Cuneo S.p.A. Groupe Gavio |
|        | Pedemontana Veneta                                                        | Montecchio Maggiore - Spresiano | Vénétie                            | Achèvement du raccordement sur l' à Montecchio Maggiore et du tunnel de Malo de 6,2 km                           | 89,75 dont 82,0 en service | 2024                                                       | Pedemontana Veneta SpA                    |
|        | Autoroute plurimodale Mer Tyrrhénienne-Brenner "TiBre" - Tirreno-Brennero | Parme Ouest - Sissa Trecasali   | Émilie-Romagne, Lombardie, Vénétie | Nouvelle autoroute Raccordement entre les autoroutes - et                                                        | 84,35                      | 2031 (1er tronçon 12,0 km Parme-Trecasali en octobre 2023) | SALT SpA                                  |

## Autoroutes et tunnels déclassés
| Numéro                             | Ancienne dénomination                         | Nouvelle dénomination | Tronçon                                                     | Longueur (km) | Mise en service | Gestionnaire                                  |
| ---------------------------------- | --------------------------------------------- | --- | ----------------------------------------------------------- | ------------- | --------------- | --------------------------------------------- |
| Autoroute Rome-Lido "Via del Mare" | Route Nationale 8 "Via del Mare"              | Route provinciale 8 "Via del Mare"                                                                                         | Rome EUR - Roma GRA sortie 28 - Ostia Lido                  | 27,10         | 1959            | Ville de Rome                                 |
|                                    | A8 Viaduc urbain Ghisallo Milan               | Viaduc urbain Ghisallo Milan (déclassé en route extra-urbaine principale)                                                  | Milano Viale Certosa - A8                                   | 2,0           | 1960            | Ville de Milan                                |
|                                    | Raccordement autoroutier RA.16                | Raccordement autoroutier RA.16 (déclassé en route extra-urbaine principale)                                                | A28 Cimpello - SS.13 Fiume Veneto (Frioul-Vénétie-Julienne) | 3,76          | 1974            | Société des routes du Frioul-Vénétie-Julienne |
|                                    | Tunnel T3 Bargagli-Ferriere                   | Route provinciale 225 de la Val Fontanabuona (déclassée en route provinciale)                                              | Bargagli à Ferriere                                         | 4,25          | 1971            | ANAS                                          |
| GVT                                | Autoroute Sistiana-Rabuiese / / "Triestina"   | Grande Viabilità Triestina Raccordement autoroutier urbain en viaduc surélevé (déclassé en route extra-urbaine principale) | Cattinara à Port de Trieste                                 | 38,80         | 1988            | ANAS                                          |
|                                    | Raccordement autoroutier de Caltanissetta     | SS.640 "Route des Écrivains"                                                                                               | A19 à Porto Empedocle Sicile                                | 74,5          | 1971            | ANAS                                          |
|                                    | Raccordement A3 - Castellammare di Stabia     | "Sorrentina" | A3-Castellamare di Stabia à "Amalfitana" Colli San Pietro   | 42,04         | 1950            | ANAS                                          |
| –                                  | Raccordement autoroutier Taranto - Grottaglie | "Via Appia" | Taranto à Grottaglie                                        | 18,9          |                 | ANAS                                          |